# Exmortem
Exmortem ist eine dänische Death-Metal-Band aus Aarhus.

## Geschichte
Die Band wurde 1992 unter dem Namen Mordor von Søren Lønne (Gesang und Bass), Henrik Kolle (Gitarre) und Mike Nielsen (Schlagzeug) gegründet. Kurze Zeit später benannte sich die Band in Exmortem um. 1995 erschien das erste Album Labyrinth of horror über Euphonious Records. Danach folgten einige Labelwechsel, bevor die Band für das Album Nihilistic Contentment einen Vertrag bei Earache Records unterschrieb. Von den Gründungsmitgliedern ist keiner mehr bei der Musikgruppe aktiv.

## Diskographie

### Als Mordor
- 1993 Souls of Purity (Demo)

### Als Exmortem
- 1995 Labyrinths of Horror
- 1997 Dejected... (Demo)
- 1998 Promo-Demo
- 1998 Dejected in Obscurity
- 1999 Cromlech (Split mit Impending Doom)
- 1999 Berserker Legions (EP)
- 2001 Berzerker Legions
- 2002 Pestilence Empire
- 2003 Killstorms (EP)
- 2004 Pest Campaign 2003 (10"-EP)
- 2004 US Berzerker Campaign (Best-of)
- 2005 Nihilistic Contentment
- 2008 Funeral Phantoms